# Калвинизъм
Калвинизмът е богословска система, развита въз основа на възгледите на Реформацията от XVI век и наименувана на името на един от бащите на Реформаторското мислене Жан Калвин (1509 – 1564). Учението е познато още като „реформирана традиция“ или „реформирана вяра“. Системата на Калвин набляга и разглежда господството на Бог над всичко тленно и земно. Заслуги за развитието на това учение имат теолози като Мартин Лутер, Блажени Августин, Атанасий, Мартин Бусер, Хайнрих Булингер, Улрих Цвингли, Томас Кранмър, Джон Джуъл, Джон Уиклиф, но то носи името на френския реформатор Калвин поради неговата широка известност при еклесистичните дебати през XVI век. Богословската система на Калвин е най-добре позната с доктриналните си схващания по отношение на съдбата (предопределеността), свободната воля, всеобщата греховност и сигурността на спасението.
Заслугите на Калвин към протестантството са изразени първо в неговия основополагащ труд Institutio Christianae Religionis („Наставление за християнската вяра“), събран от евангелиста през 1534 г. (издаден през 1536 г.) едва на 25-годишна възраст. Нетърпимостта към протестантите ескалира с отлъчването на Лутер от църквата. Жан Калвин е също нежелан в католическа Франция и се отправя в изгнание в Женева. Това му дава непосредствената възможност да следва проправения от Лутер и Цвингли път и да стане основна фигура на Църковната реформация в Швейцария.

## Разпространение
Въпреки че Калвин прекарва голямата част от активния си живот в Швейцария, неговите учения достигат до много други части на Европа. Калвинизмът става водеща богословска система в Шотландия (със съществената заслуга на Джон Нокс), Нидерландия (от 1573 г. е официално вероизповедание), близките германски държави. Калвинизмът е влиятелно религиозно течение във Франция, Унгария, независимата тогава държава Седмиградско (Трансилвания), Литва и полска Жечпосполита. Учението е популярно и в Швеция, но е официално отхвърлено в полза на лутеранството на Събора в Упсала през 1593 г.
При разпространението си калвинизмът, освен в класическата си реформаторска форма, се установява под формата на презвитерианство и на конгрегационализъм.
Под влияние на калвинизма във Франция възниква движение на протестанти, известни като хугеноти. В Англия изразител и проводник на калвинистките принципи става пуританството.
Много от поемащите към Новия свят колонизатори са калвинисти; нидерландски последователи на Жан Калвин са първите европейски заселници на териториите на днешна Южна Африка. След XVII в. те са познати като бури или африканс-калвинисти.
Интересно за историята на Сиера Леоне е, че през XVIII в. (1787 – 1792) територията е широко реколонизирана с афроамерикански калвинисти от Нова Скотия, участвали на страната на Великобритания по време на войната за Американската независимост. Принадлежността им към учението на Калвин е известна от биографията на методисткия свещеник Джон Марант, един от първите чернокожи американски проповедници.
Познато е и калвинистко мисионерство – през XIX и XX в. в Индонезия, Корея, Нигерия.

### Религиозна доктрина на калвинизма
Отличително за калвинистката теология е схващането, че от сотерична гледна точка човешката душа е неспособна сама да постигне своето спасение и поради това има нужда от своя пастир. Всички хора са грешници и спасение носят не добрите дела, а само вярата. Калвин твърди, че „избраните“ (т.е. хората, които Бог е избрал да приемат Христа и за това да получат опрощение) са предопределени от Бога да бъдат праведни и само техните души ще получат спасение.
Окончателната си формулировка калвинисткото учение получава на Събора в Дордрехт (1618 – 1619) с Петте фундамента на калвинизма.
Калвинизмът набляга на спасението по благодат, предопределеността и сигурността на спасението, но най-вече иска да издигне Божия суверенитет и всемогъщество на почит. Петте фундамента на калвинизма са развити в отговор на арминианството (калвинизмът поддържа цялостна греховност, докато арминианизмът поддържа частична греховност).
Калвинизмът се смята за една от проявите на вътрешната реформация на протестантството.

## Петте фундамента
Познати са като доктрини на благодатта, представляват аналогичен отговор на петте доктрини на арминианизма, в спор с което учение са въведени калвинистите на Синода в Дордрехт. Самият Жан Калвин никога не е систематизирал теологията си по този начин и никога не е влизал в открит спор с арминианизма.
Коментаторите смятат, че в резултат от този спор Петте фундамента са по-скоро демонстрация на разликите между двете реформаторски учения, отколкото сума на Калвиновата теология. На английски Фундаментите са познати с абревиатурата TULIP.
1. Всеобща поквареност (Total depravity): човекът е засегнат от греха в цялото си естество: тяло, душа, ум и чувства.
2. Безусловен избор (Unconditional election): Божието благоволение към човека е напълно чрез Божия свободен избор, така че човекът нищо не може да добави. То е изцяло незаслужено от човека и не се основава на нищо, което Бог вижда в него (Еф. 1:1 – 11).
3. Ограничено изкупление (Limited atonement): Иисус Христос не е понесъл греховете на всички, живели някога, а само на тези, които са били избрани за Спасение (Йоан 10:11,15).
4. Непреодолима благодат (Irresistible grace): на Божия призив към някой за Спасение не може да се противопостави.
5. Устояване на светиите (Perseverance of the saints): не е възможно да се изгуби Спасението (Йоан 10:27 – 28).